# Plana Indogangètica
La plana indogangètica és una regió compresa per una planura extensa i fèrtil que abasta la major part del nord de l'Índia, les zones més poblades de Pakistan, el sud de Nepal i tot el territori de Bangladesh. Aquesta regió rep el nom dels rius Indus i Ganges, les aigües dels quals l'atravessen.
 També coneguda com la plana Indus-Ganga, la regió rep el nom dels rius Indus i Ganges i abasta una sèrie de grans àrees urbanes. La plana està limitada al nord per l'Himàlaia, que alimenten els seus nombrosos rius i són la font dels fèrtils al·luvions dipositats a tota la regió pels dos sistemes fluvials. L'extrem sud de la plana està marcat per l'altiplà del Deccan. A l'oest s'aixeca l'altiplà iranià.
La plana limita al nord i est amb l'Himàlaia, on neixen els molts rius que travessen la plana; al sud amb les serralades de Vindhya i Satpura i l'altiplà de Chota Nagpur i a l'oest amb l'altiplà de l'Iran. La regió és una de les de major densitat de població del món, ja que hi viuen uns 900 milions de persones, amb grans ciutats com Kolkata, Delhi, Karachi i Dacca.

## Geografia

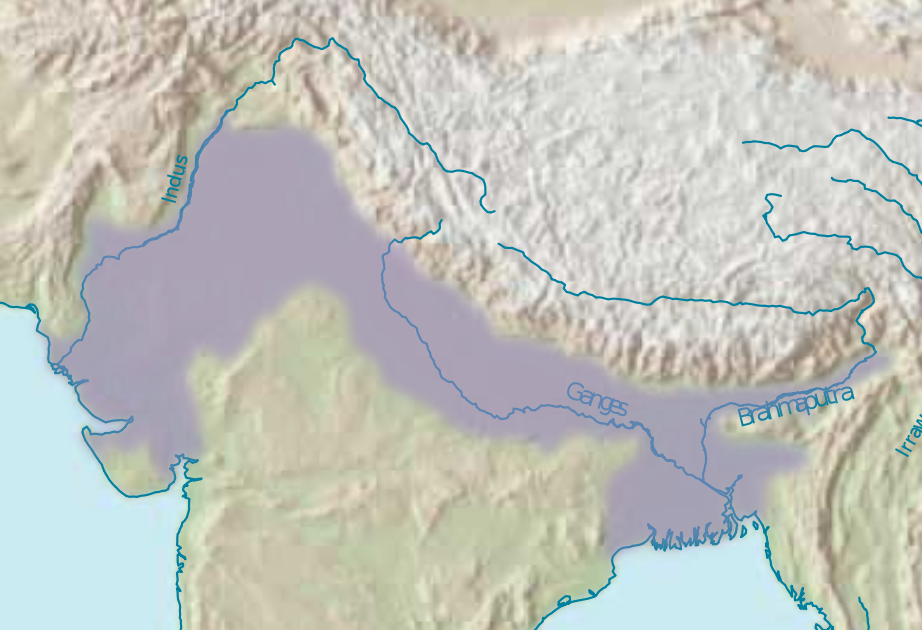
Plana Indogangètica

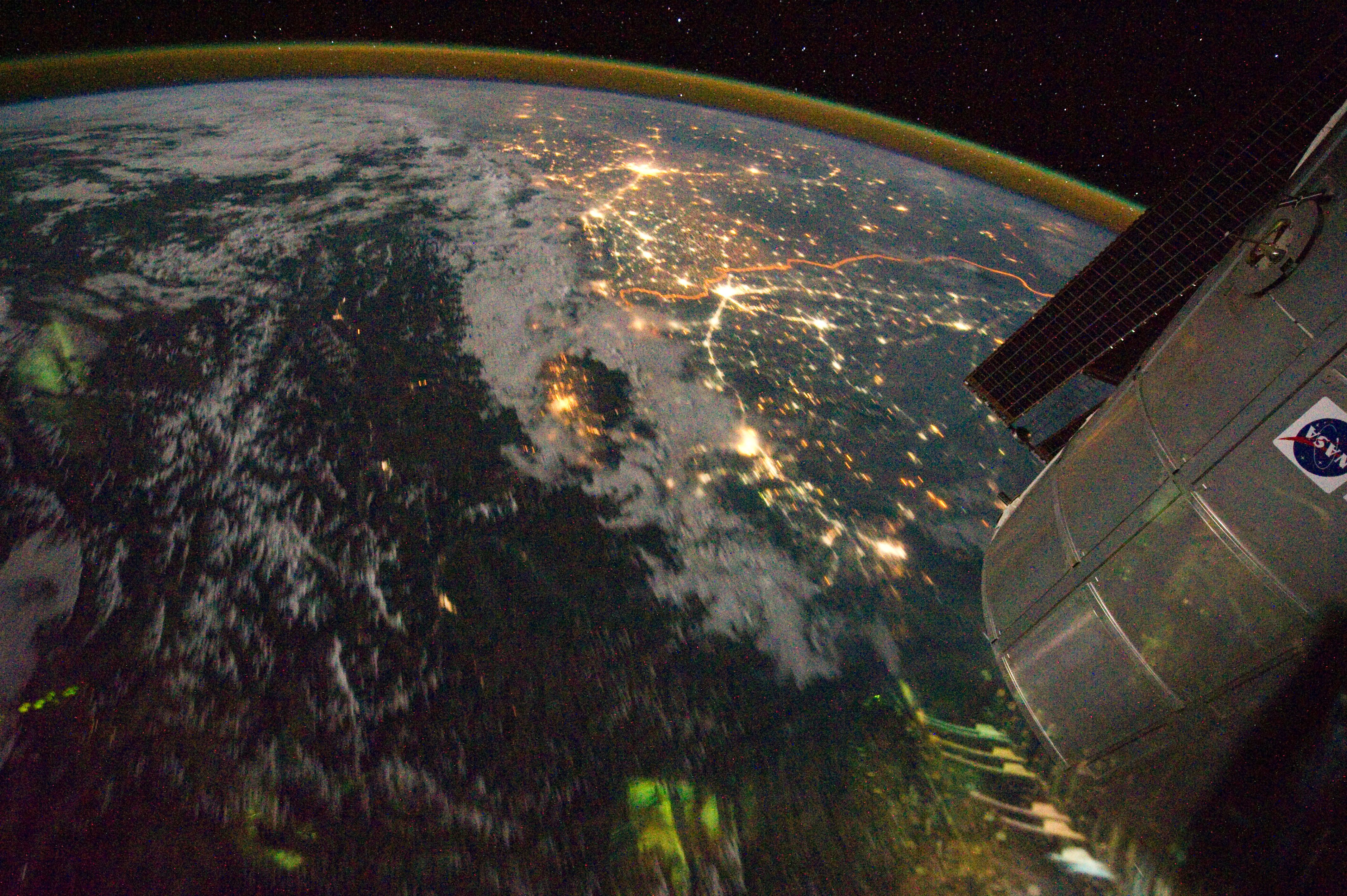
Els grups de llums grogues a la plana indogangètica revelen nombroses ciutats grans i petites en aquesta fotografia del nord de l'Índia i el nord del Pakistan, vistes des del nord-oest. La línia taronja és la frontera entre l'Índia i el Pakistan.

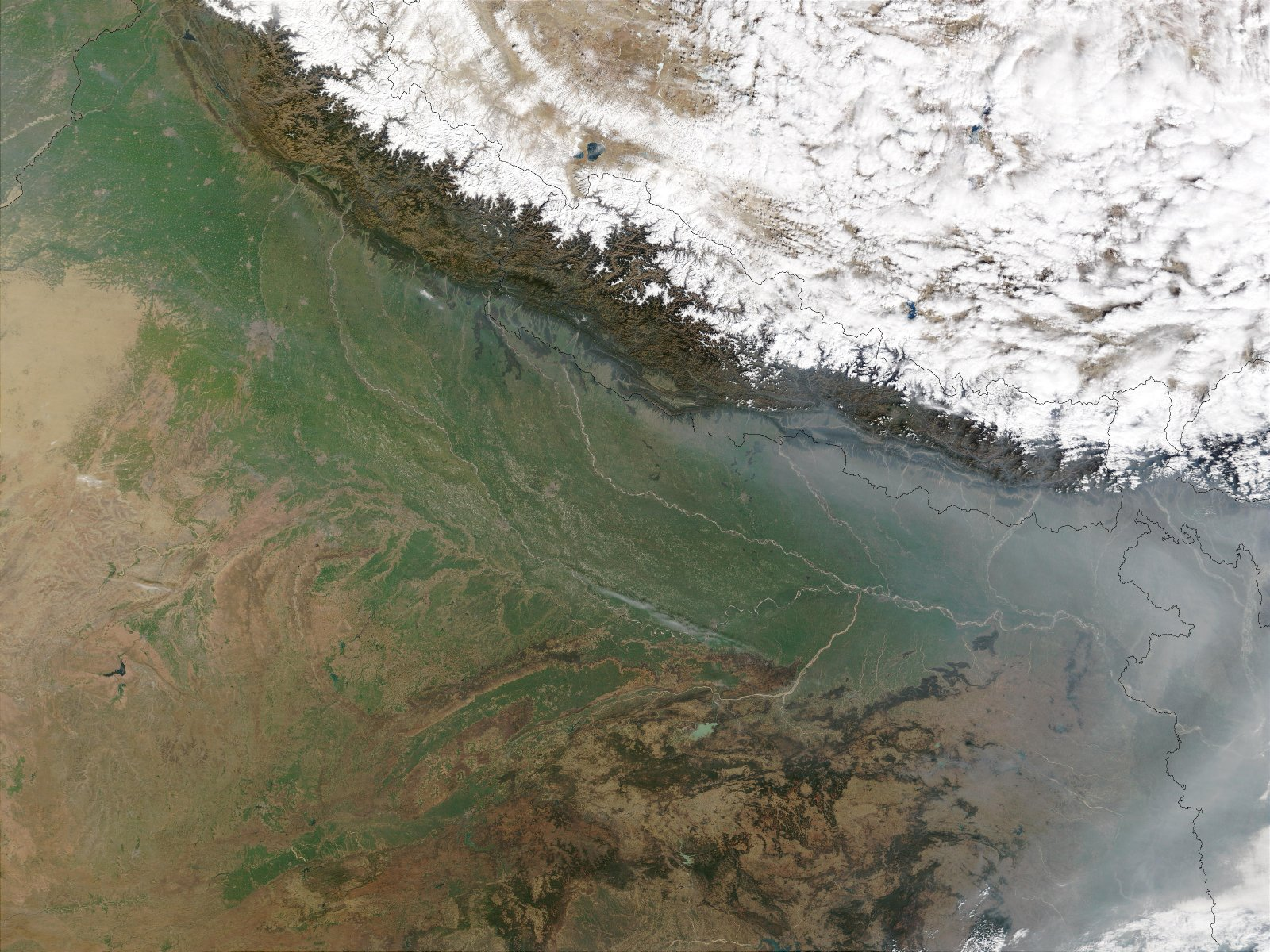
Una part de la plana indogangètica sobre el nord, el centre i l'est de l'Índia, així com els seus països veïns

La plana indogangètica està dividida en dues conques hidrográgiques pel Delhi Ridge; la part occidental desguassa a l'Indus, i la part oriental consta dels sistemes de drenatge Ganga-Brahmaputra. Aquesta divisió és només a 350 metres sobre el nivell del mar, provocant la percepció que la plana indogangètica sembla ser contínua des de Sind a l'oest fins a Bengala i Assam a l'est.
Una fina franja entre els contraforts de l'Himàlaia i la plana, el Bhabar és una regió de terra porosa formada per pedres i còdols que s'han arrossegat de les muntanyes. No és apte per a cultius i és boscós. Els rierols desapareixen aquí sota terra.
A sota del Bhabar es troben les praderies de Terai i Duars.
Els nombrosos afluents del riu Indus i el riu Ganges divideixen la plana en doabs, llengües de terra que s'estenen fins on es troben els afluents. Prop dels rius hi ha terra khadar de nous al·luvions que està subjecte a inundacions. Per sobre del límit d'inundació, la terra bangar és un al·luvion més antic dipositat al Plistocè mitjà.
Les pluges anuals augmenten de l'oest cap a l'est. Les planes del Ganges inferior i la vall d'Assam són més verdes que la plana del Ganges mitjà. El Ganges inferior està centrat a Bengala Occidental, des d'on desemboca a Bangla Desh. Després d'unir-se al Jamuna, un afluent del Brahmaputra, tots dos rius formen el delta del Ganges. El Brahmaputra neix al Tibet com el riu Yarlung Zangbo i travessa Arunachal Pradesh i Assam, abans de travessar Bangladesh.
Alguns geògrafs subdivideixen la plana indogangètica en diverses parts: les regions de Gujarat, Sind, Panjab, Doab, Rohilkhand, Awadh, Bihar, Bengala i Assam.

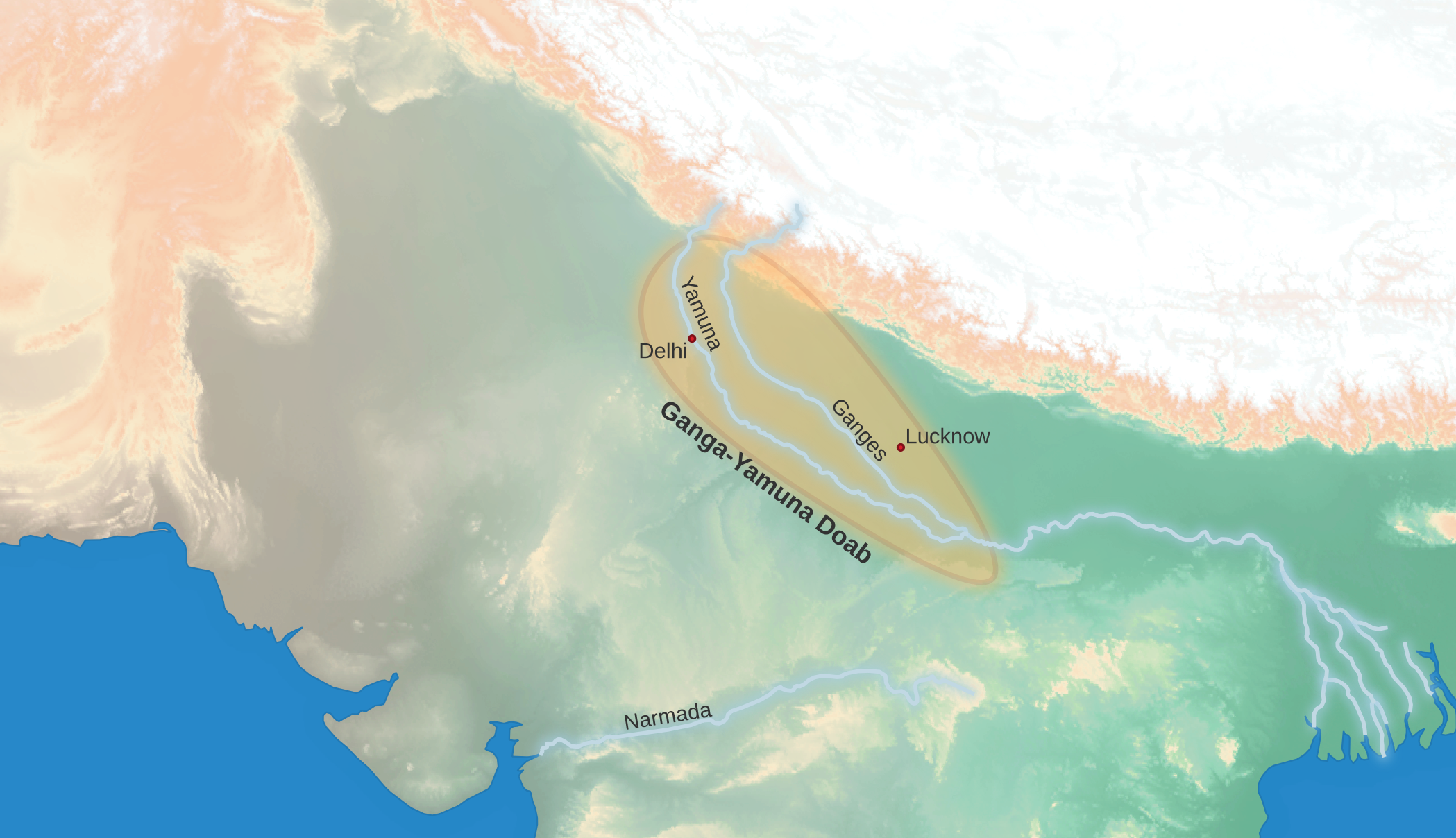
Zona que representa el Ganges - Yamuna Doab a les planes indogangètiques.

Aproximadament, la plana indogangètica s'estén per:
les planes de Jammu al nord;
les planures del Punjab a l'est del Pakistan i el nord-oest de l'Índia;
les planes de Sind al sud del Pakistan;
el delta de l'Indus al sud del Pakistan i l'oest de l'Índia;
el Doab;
les planes de Rohilkhand;
les planes d'Awadh;
les Planes de Purvanchal;
les planes de Bihar;
les planes de Bengala del Nord;
el delta del Ganges a l'Índia i Bangla Desh;
i la Vall d'Assam a l'est.
La fèrtil regió de Terai s'estén pel sud del Nepal i el nord - est de l'Índia al llarg dels contraforts de l'Himàlaia. Els rius que engloben són el Beas, el Chambal, el Chenab, el Ganges, el Gumti, l'Indus, el Ravi, el Sutlej i el Yamuna. El sòl és ric en llim, la qual cosa fa que la plana sigui una de les zones més intensament cultivades del món. Fins i tot les zones rurals aquí estan densament poblades.
Les planes Indus-Ganga, també conegudes com les Grans Planes de l'Índia, són grans planures inundables dels sistemes fluvials Indus, Ganga i Brahmaputra. Corren paral·lels a les muntanyes de l'Himàlaia, des de Jammu i Caixmir i Khyber Pakhtunkhwa a l'oest fins a Assam a l'est i drenant la major part del nord i l'est de l'Índia. Les planes engloben una superfície de 700.000 km i varien d'amplada al llarg de la seva llargada en uns quants centenars de quilòmetres. Els principals rius d'aquest sistema són el Ganges i l'Indus juntament amb els seus afluents; Beas, Yamuna, Gumti, Ravi, Chambal, Sutlej i Chenab.
El cinturó Indus-Ganga és l'extensió més extensa del món d'al·luvions ininterromputs formats per la deposició de llim pels nombrosos rius. Són planes i majoritàriament sense arbres, la qual cosa la fa propicia per al regadiu per canals. La zona també és rica en fonts d'aigua subterrània. Les planes són les zones de conreu més intens del món. Els principals conreus que es conreen són l'arròs i el blat que es conreen en rotació. Altres són blat de moro, canya de sucre i cotó.

## Geologia regional

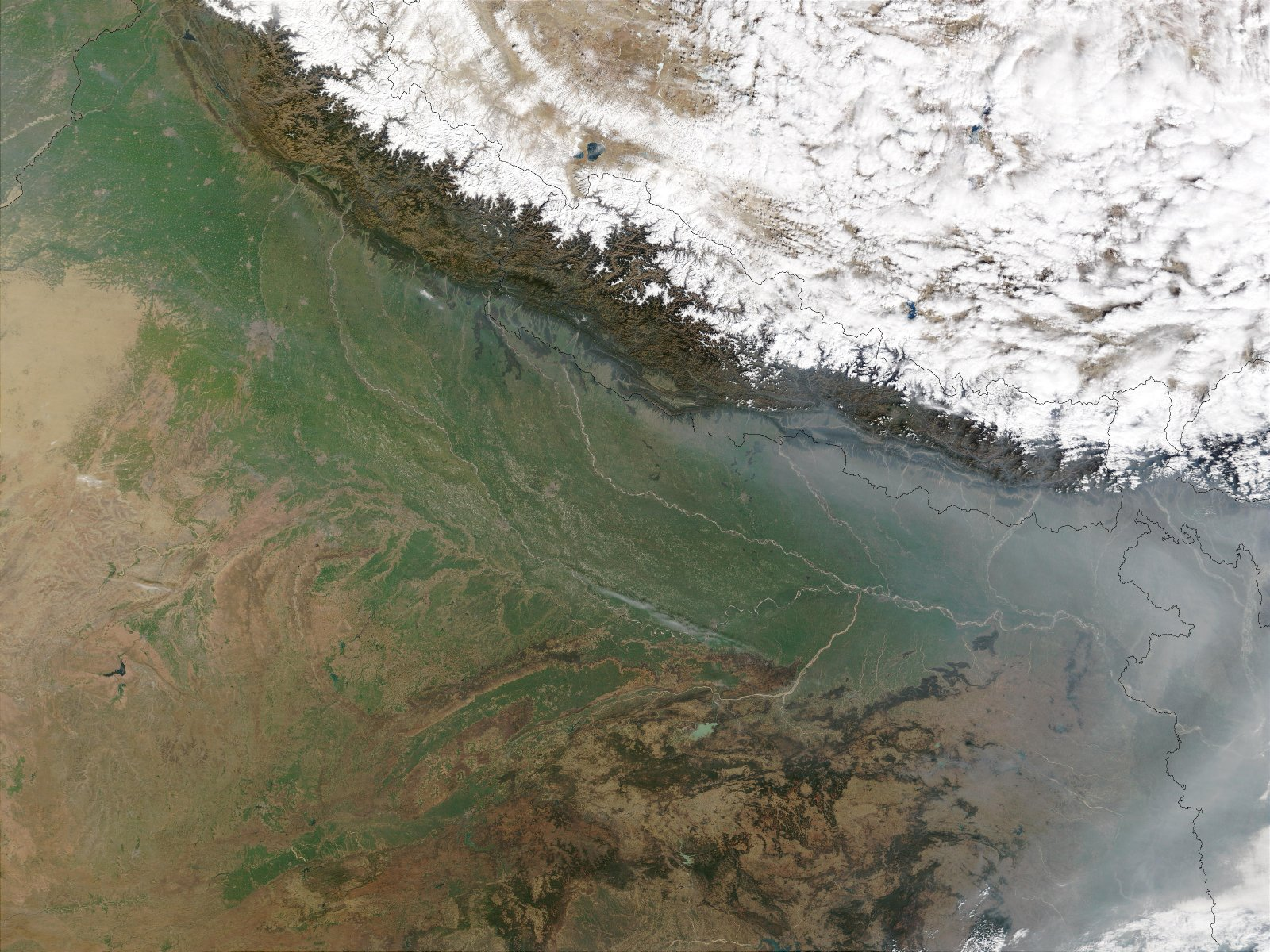
Vista per satèl·lit de la plana Indus-Ganges-Brahmaputra amb la costat sud de l'Himàlaia
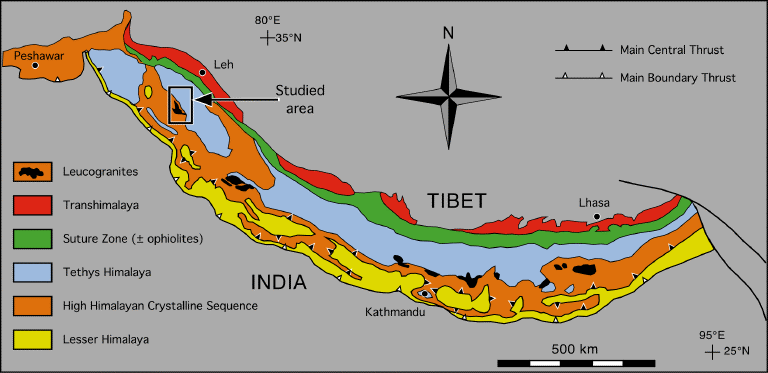
Unitats tectòniques de l'Himàlaia amb amb l'empenta frontal principal i l'empenta principal de l'Himàlaia

La plana Indus-Ganges-Brahmaputra està limitada per tots els costats per diferents unitats geològiques / tectòniques. El límit nord està format pels Siwaliks. Formen la cadena de contraforts més exterior del sud de l'Himàlaia amb una longitud d'aproximadament 2400 km i una amplada de 10 a 50 km i, al seu torn, s'apropen a l'Empenta frontal principal que defineix el límit entre l'Himàlaia i els seus contraforts adjacents amb la plana de l'Indus-Ganges-Brahmaputra. És l'estructura d'empenta més jove i més meridional del front de deformació de l'Himàlaia. És una branca que s'estén de l'Empenta frontal principal com a cisalla de la base de la muntanya i està ben definida a la superfície i també es pot veure des del satèl·lit.

Curs dels Siwaliks
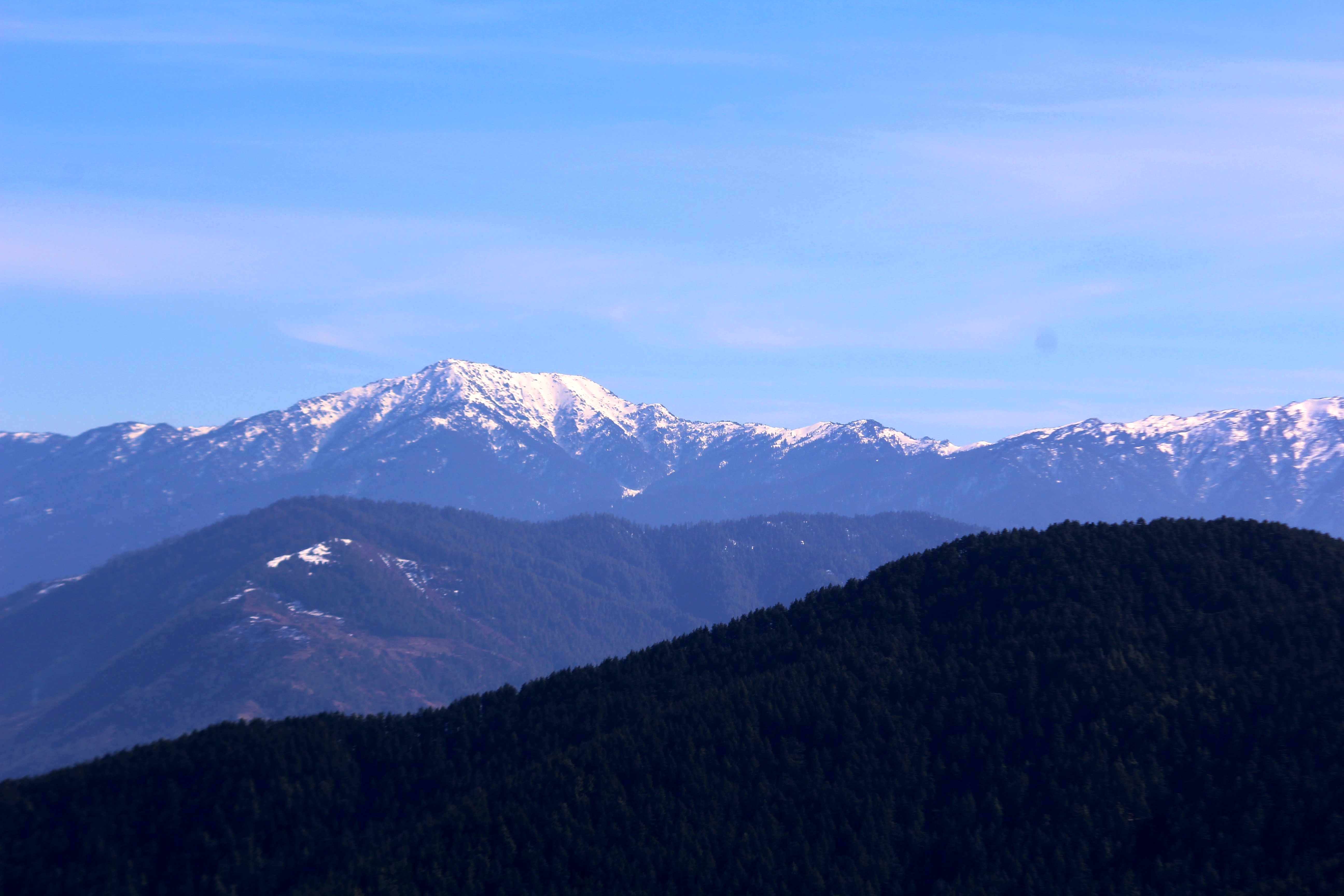
Churdhaar Peak és la muntanya més alta de Shivalik/Himachal Pradesh
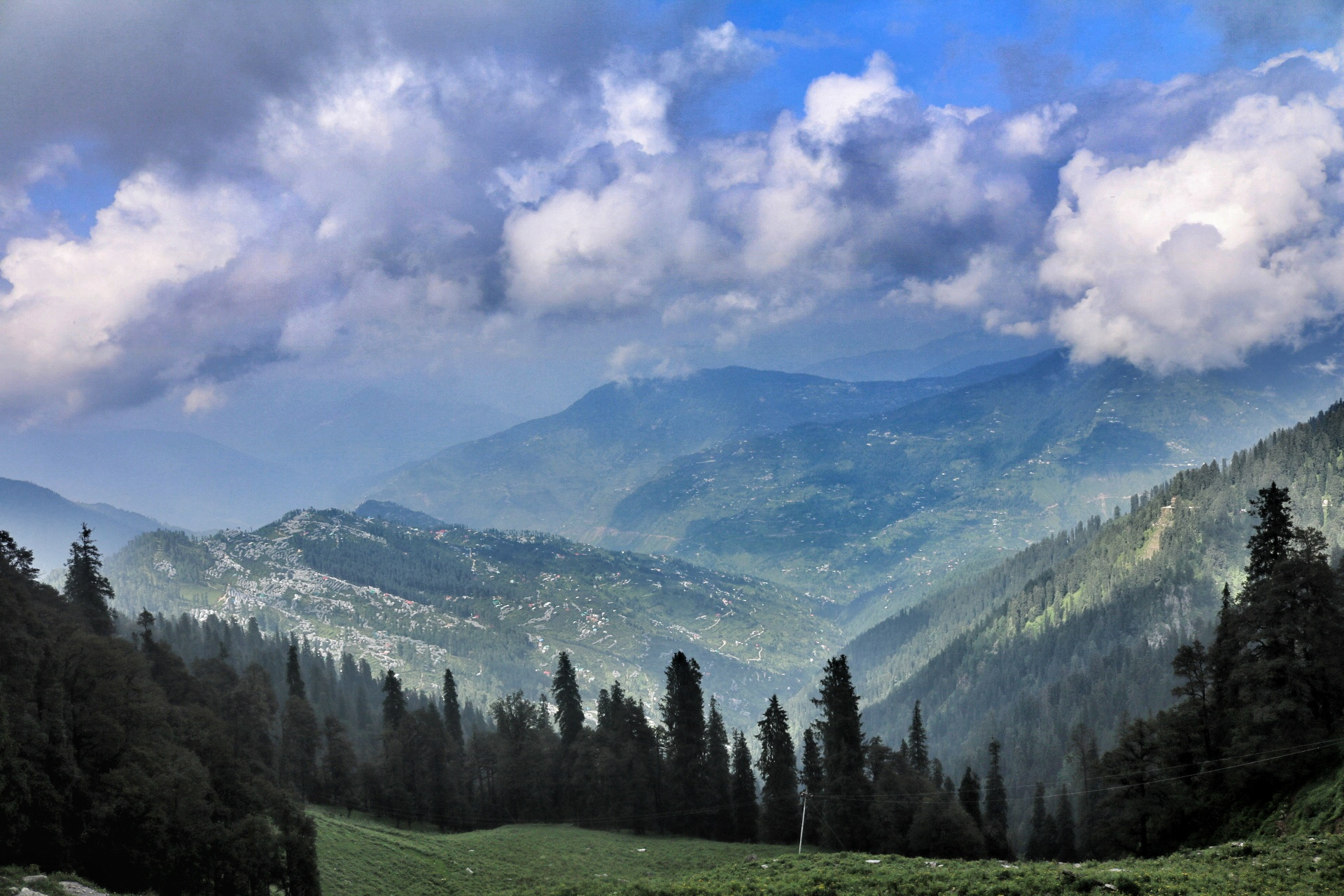
Serra del Shivalik
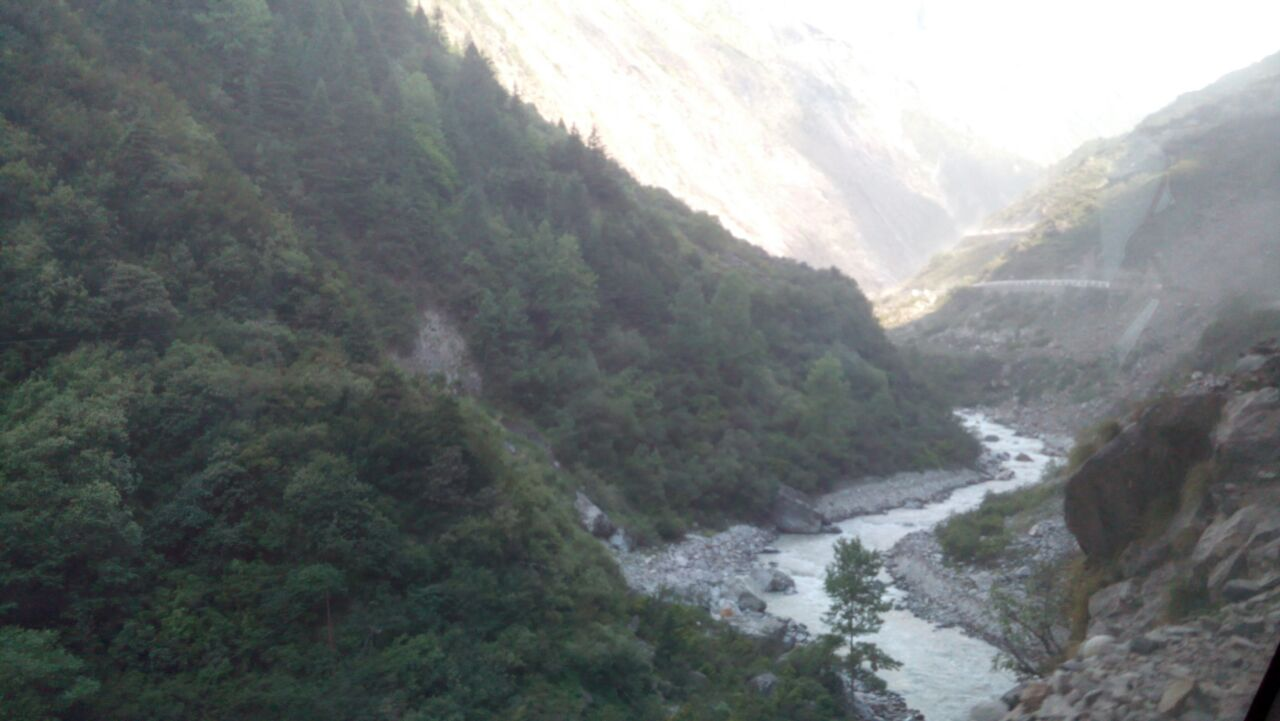
Congost del Ganges al Shivalik

## Història
La regió és coneguda per la civilització de la vall de l'Indus, que va ser responsable del naixement de la cultura antiga del subcontinent indi. El terreny pla i fèrtil ha facilitat l'ascens i l'expansió repetits de diversos Imperis, com ara l'Imperi Màuria, l'Imperi Kuixan, l'Imperi Gupta, l'Imperi Pala, l'Imperi Kannauj, els Sultanats de Delhi, l'Imperi Mogol i l'Imperi Maratha, tots els quals tenien el seu estat demogràfic i centres polítics de la plana indogangètica. Durant les èpoques vèdiques i èpiques de la història índia, aquesta regió es va anomenar Aryavarta (Terra dels Aris). Segons Manu Smriti (2.22), 'Aryavarta' és «el tracte entre l'Himàlaia i les serres Vindhya, des del mar oriental (badia de Bengala) fins al mar occidental (mar d'Aràbia)». La regió també es coneix històricament com Hindustan o la Terra dels Hindus.
El nom 'Hindustan' (हिन्दुस्तान) és persa; significa literalment 'país dels hindús/indis'. El seu primer membre, hindú (हिन्दु), va ser manllevat de la paraula sànscrita sindhu (सिन्धु) m./f. 'riu', mentre que stān és un cognat de la paraula sànscrita sthāna (स्थान) n. 'un lloc'.
El terme es va utilitzar més tard per referir-se a tot el subcontinent indi. El terme Hindustani també s'utilitza per referir-se a la gent, la música i la cultura de la regió.
Al segle XII, gran part de la plana indogangètica va ser governada pels rajputs. Els més destacats eeren els Chahamanes de Shakambhari juntament amb els Gahadavals o Rathores de Benarés i molts petits regnes Rajput. Rajput com a casta separada també sorgeix a l'estructura social índia al voltant de les invasions gúrides de l'Índia.
El 1191, el rei Rajput d'Ajmer i Delhi, Prithviraj Chauhan, va unificar uns quants estats Rajput i va derrotar decisivament l'exèrcit invasor de Muizz al-Din Muhàmmad prop de Tarroari a la Primera Batalla de Tarain.
Shihabuddin va tornar, i malgrat ser superat en nombre, va derrotar decisivament la Confederació Rajput de Prithviraj al mateix camp de batalla a la Segona Batalla de Tarain. Prithviraj va fugir del camp de batalla, però va ser capturat poc després del lloc de batalla i executat.
La derrota de Rajputs marca un moment clau en la història de l'Índia medieval, ja que no només va trencar els poders Rajput a la plana indogangètica, sinó que també va establir fermament una presència musulmana.
Després de la batalla, el sultanat de Delhi es va fer prominent a la regió i el col·lapse de la resistència organitzada de Rajput al nord de l'Índia va portar al control musulmà de la regió en una generació.

## Fauna
Els prats oberts eren en molts sentits similars al paisatge de l'Àfrica moderna. Grans rajades d'elefants de l'Índia, gaseles, antílops i cavalls convivien amb búfals, els tres rinoceronts asiàtics (rinoceront indi, rinoceront de Java, rinoceront de Sumatra), lleons i hipopòtams rondaven pels prats, com ho fan avui a l’Àfrica. A les zones boscoses hi havia diverses espècies de porc salvatge, cérvol i muntjac. A les regions més humides properes al Ganges, hi hauria hagut grans ramats de búfals aquàtics pasturant a les ribes del riu juntament amb espècies d’hipopòtam extingides.
Tants animals grossos també haurien donat suport a una gran població de depredadors. Llops indis, dholes, hienes ratllades, guepards asiàtics i lleons asiàtics haurien caçat la caça major a les planes obertes, mentre que els tigres i lleopards de Bengala perseguirien les preses als boscos circumdants i els óssos mandrosos caçarien tèrmits en aquestes dues zones. Al Ganges hi havia grans concentracions de gavial, cocodril persa i dofí del Ganges que controlaven les poblacions de peixos i algun ramat migratori quan creua el riu.

## Agricultura
L'agricultura a la plana de l'Indus-Ganga consisteix principalment en arròs i blat cultivats en rotació de cultius. Altres conreus són blat de moro, mill, ordi, canya de sucre i cotó.
La principal font de pluja és el monsó del sud-oest que normalment és suficient per a l'agricultura general. Els nombrosos rius que surten de l'Himàlaia proporcionen aigua per a grans obres de reg.
A causa d'un creixement ràpid de la població (així com d'altres factors), aquesta zona es considera amb un alt risc d'escassetat d'aigua en el futur.
La zona constitueix la terra entre el riu Brahmaputra i la serralada Aravalli. El Ganga i altres rius com el Yamuna, el Ghaghara i el riu Chambal travessen la zona.

## Divisions administratives
Com que no és totalment possible definir els límits de la plana indogangètica, també és difícil donar una llista exacta de quines àrees administratives formen part de la plana.
Les zones que estan totalment o a més de la meitat a la plana són:
- Bangladesh (excepte els Chittagong Hill Tracts)
- Bhutan (només les franges meridionals del país que limita amb l'Índia)
- Índia
  - Arunachal Pradesh (les franges del sud que voregen Assam)
  - Assam (La Vall d'Assam i Barak)
  - Bihar (gairebé completament)
  - Chandigar
  - Delhi (gairebé completament)
  - Haryana
  - Himachal Pradesh (districte d'Una i les franges del sud que voregen el Panjab i Haryana)
  - Jammu i Caixmir (3 districtes més al sud de la divisió de Jammu)
  - Madhya Pradesh (Gwalior Gird inclosa la divisió de Chambal)
  - Panjab
  - Rajasthan (districtes de Sri Ganganagar i Hanumangarh)
  - Uttarakhand (regió de Terai que abasta els districtes de Hardwar i Udham Singh Nagar)
  - Uttar Pradesh (exclosa la Divisió de Chitrakut)
  - Bengala Occidental (exclosa la regió dels turons de l'Himàlaia de Darjeeling)
- Nepal
  - Terai nepalès
- Pakistan
  - Balutxistan Oriental (planes de Kacchi)
  - Panjab (excepte Salt Range i el desert de Cholistan)
  - Sind (excloent la serralada de Kirthar i el desert de Thar)
  - Khyber Pakhtunkhwa (regió de Derajat i vall de Peshawar)